# Linia kolejowa Nürnberg – Erfurt
linia kolejowa Nürnberg – Erfurt – linia kolei dużych prędkości w Niemczech o długości 190 km długości, łącząca Norymbergę z Erfurtem.
Składa się ze zmodernizowanej linii pomiędzy Norymbergą i Ebensfeld i nowo wybudowanej linii między Ebensfeld i Erfurtem. Części nowej linii była budowana od 1996 roku. Łączy się na północy z linią Erfurt – Lipsk/Halle, a od południa z linią Nürnberg – Ingolstadt.